# Dioscorea alata
Dioscorea alata – também chamado de ube ou inhame roxo, entre muitos outros nomes – é uma espécie de inhame da família Dioscoreaceae, originário do sudeste asiático e cultivado pelos seus tubérculos.

## História do cultivo
Dioscorea alata é uma das culturas básicas mais importantes nas culturas austronésias. É uma das várias espécies de inhame que foram domesticadas e cultivadas independentemente no sudeste da Ásia e na Nova Guiné por seus tubérculos ricos em amido, e entre estes tubérculos o D. alata era um dos únicos cultivados e consumidos regularmente, enquanto os outros eram geralmente considerados "alimentos de fome" devido aos seus níveis mais elevados da toxina dioscorina, o que requer que sejam preparados de forma mais cautelosa antes do consumo.

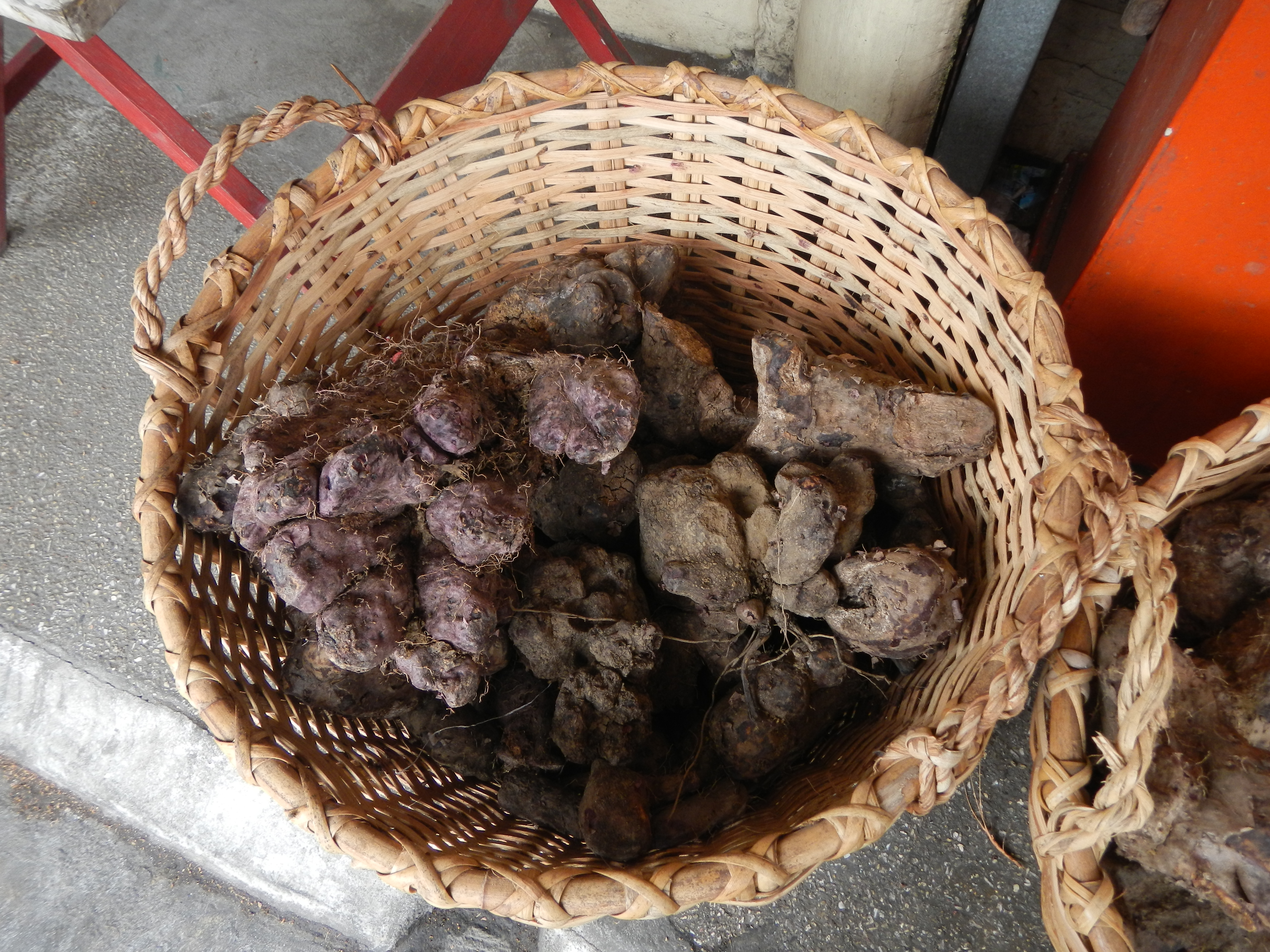
Tubérculos de ube colhidos.

Os ubes eram os inhames mais adequados para o transporte de longa duração em navios austronésios e foram transportados por todo ou pela maior parte do alcance da expansão austronésia. O ube foi introduzido nas Ilhas do Pacífico e na Nova Zelândia. Eles também foram transportados por viajantes austronésios para Madagascar e Comores.
O ube é uma cultura importante no Sudeste Asiático, particularmente nas Filipinas, onde a variedade de cor roxa intensa é amplamente usada em diversas sobremesas tradicionais e modernas. Ele também é importante na Melanésia, onde também é cultivado para fins cerimoniais vinculados ao tamanho dos tubérculos na época da colheita. A sua importância na Polinésia oriental e na Nova Zelândia, no entanto, diminuiu após a introdução de outras culturas, como a da batata-doce.

## Usos

### Culinária
Os ubes são tubérculos comestíveis que têm um sabor levemente doce, terroso e de nozes, que lembra a batata-doce. Os tubérculos de cor roxa, em particular, tornam os pratos distintamente violetas de cores bem vivas devido à alta quantidade de antocianinas. Os ubes também são valorizados pelo amido que pode ser processado a partir deles. O ube é mais comum na culinária filipina e é amplamente utilizado em muitas sobremesas filipinas, como o bolo de ube e o cheesecake de ube, além de ser um ingrediente ou sabor para sorvete, leite, donuts, tortas, geleias e outros tipos de doces. É frequentemente consumido cozido, assado ou como uma sobremesa adocicada chamada ube halayá; sendo este último um ingrediente popular na sobremesa gelada chamada halo-halo. Sobremesas de ube entraram recentemente nos Estados Unidos por meio da culinária filipina, se tornando particularmente popular devido à impressionante cor violeta-púrpura que confere às sobremesas.

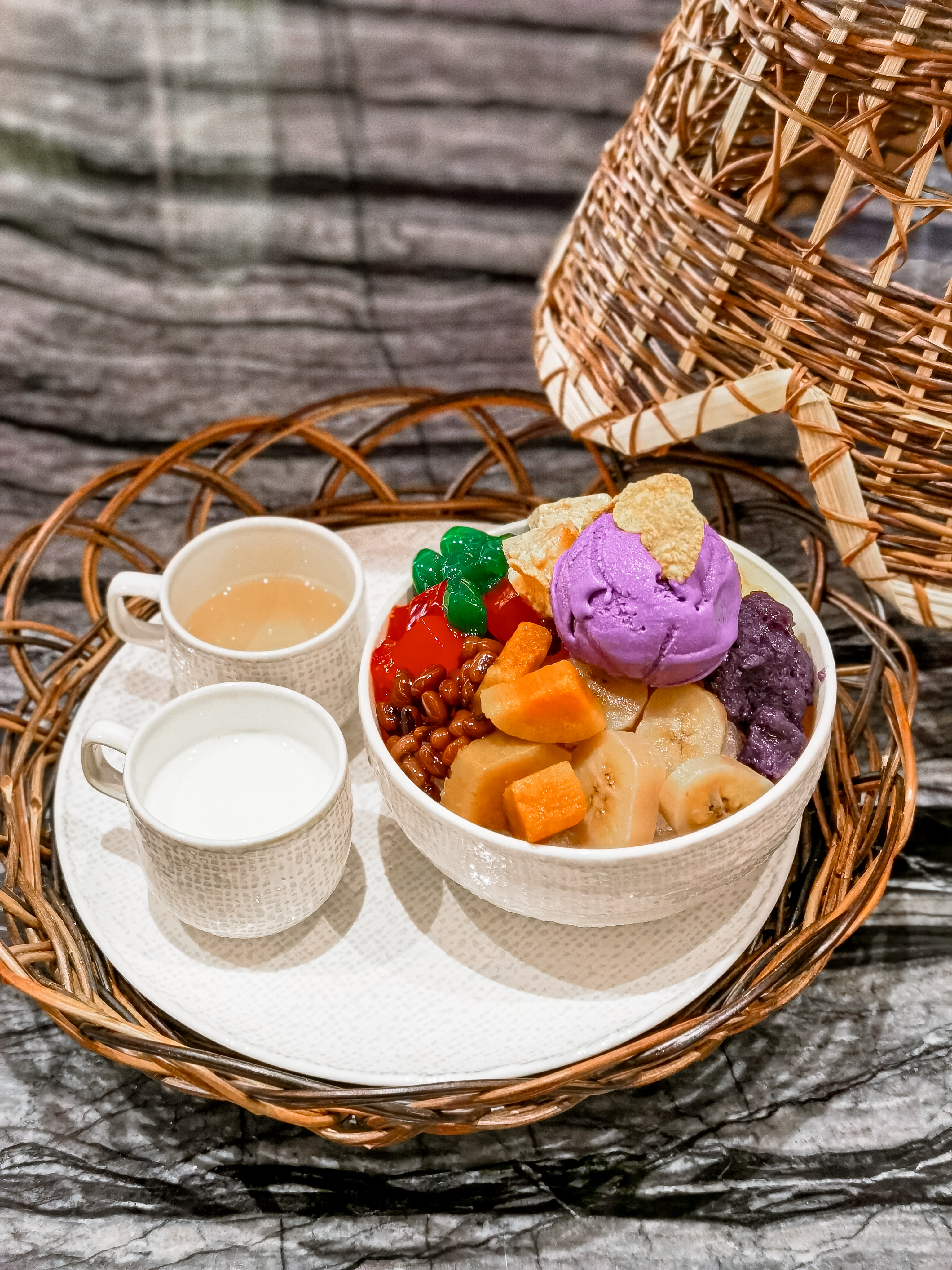
Halo-halo com ube halaya

### Medicina popular
Embora disponível como suplemento alimentar e usado na medicina popular, não há evidências clínicas de que D. alata tenha quaisquer propriedades terapêuticas. O uso de suplementos de D. alata pode ter efeitos adversos em pessoas que tomam estrogênios, medicamentos anticoagulantes ou durante a gravidez e amamentação. Algumas pessoas podem ter reações alérgicas ao uso de suplementos de D. alata.

### Outros usos
A cor das variedades roxas é devida a vários pigmentos antocianínicos. Os pigmentos são solúveis em água e foram propostos como possíveis corantes alimentares. A planta D. alata é às vezes cultivada em jardins por seu valor ornamental.